# Kościół Nawiedzenia Najświętszej Maryi Panny w Topolnie
Kościół Nawiedzenia Najświętszej Maryi Panny w Topolnie – rzymskokatolicki kościół parafialny należący do parafii pod tym samym wezwaniem (dekanat świecki diecezji pelplińskiej).
Murowana świątynia została ufundowana w latach 1681–1686, dla sprowadzonych przez rodzinę Konarskich ojców Paulinów z Częstochowy. Do zabudowań zespołu klasztornego należały: kościół, budynek mieszkalny, szpital, stajnia oraz browar i kuźnia. W 1811 roku klasztor uległ kasacie, natomiast kościół został świątynią parafialną. W 2. połowie XIX wieku została przebudowana zakrystia, natomiast na początku XX wieku zostały przeprowadzone prace wewnątrz kościoła. Remont generalny został wykonany w latach 90. XX wieku. Kolejne prace miały miejsce w latach 2013–2014. Świątynia w stylu barokowym jest orientowana, wybudowana na kamienno-ceglanym fundamencie, murowana z cegły, nakryta dachem siodłowym z sygnaturką z dachem hełmowym. Budowla posiada cztery przęsła z dwiema kruchtami od strony zachodniej i południowej oraz prezbiterium zamkniętym trójbocznie. Elewacje z cegły są zakończone fryzem i profilowanym gzymsem, oprócz otynkowanej, południowej kruchty. Otwory okienne są zamknięte ścianą prostą. Elewacja frontowa składa się z trzech osi z kruchtą usytuowaną w środkowej osi, elewacje zwieńcza trójkątny szczyt oraz dwie wieżyczki w narożnikach z dachami hełmowymi z latarniami. Wyposażenie wnętrza świątyni powstało w latach 1685–1700 i należą do niego: ołtarz główny, sześć ołtarzy bocznych, organy, a także ambona.